# L'ultima carrozzella
L'ultima carrozzella è un film del 1943 diretto da Mario Mattoli.

## Trama
Antonio Urbani, detto "Toto", è un vetturino romano. L'uomo nutre una forte antipatia per i tassisti, a suo parere rei di causare la progressiva estinzione delle carrozzelle a cavalli e dei loro conducenti. Uno di questi tassisti è il suo ex-amico Pasquale, insieme al figlio Roberto. Un giorno Toto fa salire sulla sua vettura una canzonettista che ha fretta di arrivare alla stazione per prendere il treno, e nella concitazione dimentica sulla carrozzella una valigetta.
Subito dopo Toto, ormai sulla strada di casa, viene investito dall'auto guidata da Roberto.
Il giorno dopo Toto legge l'annuncio della valigetta smarrita e si dà da fare per restituirla alla proprietaria, portandola presso la pensione in cui alloggia. Ne riceve una ricompensa che, insieme al comico Valentino, coinquilino della canzonettista appena conosciuto, andrà a puntare su una corsa di cavalli, vincendo una cospicua somma. Ma qualche giorno dopo viene accusato dalla canzonettista di aver sostituito un prezioso anello che si trovava nella valigetta con uno falso, e riceve una denuncia. Si trova quindi in tribunale a doversi difendere dall'accusa, e sarà anche grazie all'aiuto di Roberto che verrà scagionato.